# Upravljanje lancem snabdevanja
Upravljanje lancem snabdevanja (eng Supply chain management (SCM)) је proces planiranja, realizacije i kontrole svih aktivnosti u lancu snabdevanja na najefikasniji mogući način. Lanac snabdevanja uključuje sve transfere fizičkih dobara i usluga potrebnih da se roba proizvede i valorizuje na tržištu tj. da dospe do krajnjeg potrošača.
Postoje neslaganja između stručnjaka po pitanju razlikovanja upravljanja lancem snabdevanja i logistike. Po nekima termini su sinonimi dok drugi tvrde da su to dva različita pojma iako dolazi do određenih preklapanja. Logistiku smatraju širim pojmom.

## Izazovi u upravljanju lancem snabdevanja
Tokom upravljanja lancem snabdevanja menadžment mora naći optimalna rešenja za sledeće probleme:
- konfiguracija mreže: broj i lokacija snabdevača, proizvodnih kapaciteta, distributivnih centara, skladišta i potrošača.
- Strategija distribucije: Centralizovana ili decentralizovana, direktna ili posrednička isporuka
- Tokovi informacija: integrisanje sistema informacija
- Upravljanje zalihama: količina i lokacija sirovina, poluproizvoda i gotovih proizvoda
- Keš flou
- Organizacija i delegiranje odgovornosti i nadležnosti u okviru lanca snabdevanja.

## Stratesko djelovanje
Da bi stratesko djelovanje bilo uspjesnije neophodno je poboljšati praćenje procesa lanca snabdijevanja kako bi se omogućile pravovremene odluke, kreirati blagovremeno izvršno izveštavanje za ključne podatke, dodati mogućnosti za kreiranje višestrukih scenarija za analizu procesa planiranja i izvršenja lanca snabdijevanja i povecati fokus na poboljšanje kvaliteta podataka u lancu snabdijevanja.

## Glavni problemi
Glavni problemi kod upravljanja lanca snadbijevanja su nedostatak komunikacije u sluzbi, nedostatak komunikacije sa vanjskim partnerima u lancu snabdijevanja, uključujući kupce i dobavljače, nedostatak usklađenosti između poslovnih ciljeva i IT strategije ili sposobnosti, nedostatak kvalifikovanog osoblja za obavljanje ili upotrebu analize lanca snabdevanja kao i loše softverske mogućnosti.

## Efekat Balvipa
Fenomen opskrbnog lanca koji opisuje kako male fluktuacije u potražnji na nivou maloprodaje mogu prouzrokovati progresivno veće fluktuacije u potražnji na nivou veleprodaje, distributera, proizvođača i sirovina. Glavni razlozi za bullwhip su sistem nagrađivanja (lokalna optimizacija i nagrade zaposlenim, obrada informacija (nedostatak informacija, planiranje po nalogu, a ne zahtjev krajnjeg kupca), barijere (dimenzioniranje i dugotrajnost), politika određivanja cijena (fluktuacija cijena i popusti na količinu)i ljudi i nedostatak povjerenja.

## Literatura
- Ferenc Szidarovszky and Sándor Molnár Introduction to Matrix Theory: With Applications to Business and Economics. 2002., World Scientific Publishing. Description and preview.
- „FAO, 2007, Agro-industrial supply chain management: Concepts and applications. AGSF Occasional Paper 17 Rome.” (PDF). Архивирано из оригинала (PDF) 25. 05. 2010. г. Приступљено 16. 06. 2019.
- Haag, S., Cummings, M., McCubbrey, D., Pinsonneault, A., & Donovan, R. , Management Information Systems For the Information Age (3rd Canadian Ed.).
- Halldorsson, A., Kotzab, H., Mikkola, J. H., Skjoett-Larsen, T. . Halldorsson, Arni; Kotzab, Herbert; Mikkola, Juliana H.; Skjøtt-Larsen, Tage (2007). „Complementary theories to supply chain management”. Supply Chain Management. 12 (4): 284—296. doi:10.1108/13598540710759808..
- Hines, T. (2004). Supply chain strategies: Customer driven and customer focused. Oxford: Elsevier.
- Hopp, W. (2011). Supply Chain Science. Chicago: Waveland Press.
- Kallrath, J., Maindl, T.I. : Real Optimization with SAP® APO. .
- Kaushik K.D., & Cooper, M. „(2000)”. Industrial Marketing Management. 29 (1): 65—83. јануар 2000.,,
- Kouvelis, Panos; Chambers, Chester; Wang, Haiyan (2006). „Supply Chain Management Research and Production and Operations Management: Review, Trends, and Opportunities.”. Production and Operations Management. 15 (3): 449—469. doi:10.1111/j.1937-5956.2006.tb00257.x.
- Larson, P.D. and Halldorsson, A. . Logistics versus supply chain management: an international survey. International Journal of Logistics: Research & Application, 7  (1):  17–31.
- Poluha, R.G.. : Poluha, Rolf G. (2016). The Quintessence of Supply Chain Management: What You Really Need to Know to Manage Your Processes in Procurement, Manufacturing, Warehousing and Logistics (Quintessence Series). Springer. ISBN 978-3662485132.. First Edition. Springer Heidelberg New York Dordrecht London.
- Simchi-Levi D., Kaminsky P., Simchi-levi E. (2007), Designing and Managing the Supply Chain, third edition, Mcgraw Hill

## Spoljašnje veze
- -author= -